# 五色山
五色山（ごしきやま）は、兵庫県神戸市垂水区の町名。現行行政地名は五色山一丁目から五色山八丁目。郵便番号は655-0035。

## 地理
垂水区南部の西垂水地区（旧西垂水村）に位置する。東は天ノ下町、北は霞ヶ丘、南は海岸通、西は東舞子町に接する。
町内には五色塚古墳や小壺古墳といった史跡があり、山陽電気鉄道本線の霞ヶ丘駅もある。

## 交通

### 鉄道
- 山陽電気鉄道本線霞ヶ丘駅
- JR神戸線 - 町内に駅は存在しない。

### バス
- 山陽バス

## 施設

### 教育機関
- 霞ケ丘幼稚園 - 五色山八丁目2-29

### 史跡
- 五色塚古墳 - 五色山四丁目1-22
- 小壺古墳 - 五色山四丁目8-15

## 周辺
- 垂水駅 - 徒歩約5分
- 舞子駅/舞子公園駅 - 徒歩約10分
- 三井アウトレットパーク マリンピア神戸 - 垂水駅から無料のシャトルバスが運行
- 神戸市立霞ヶ丘小学校 - 校区内でもある。
- 神戸市立歌敷山中学校 - 同じく校区内である。
- 舞子ビラ